# Danh sách lâu đài, cung điện
Dưới đây là danh sách các kiến trúc lâu đài, cung điện nổi bật trên thế giới, sắp xếp theo tên. Tất cả chúng đều có niên đại xây dựng trước năm 1900.

## Châu Âu
| Lâu đài, Cung điện                 | Tên gốc                               | Vị trí                           | Quốc gia     | Chủ sở hữu hiện tại      | Ghi chú                                       |
| ---------------------------------- | ------------------------------------- | -------------------------------- | ------------ | ------------------------ | --------------------------------------------- |
| Cung điện Belvedere                | Cung điện Mansfeld-Fondi              | Wien                             | Áo           |                          |                                               |
| Cung điện Blenheim                 | Blenheim Palace                       | Oxfordshire                      | Anh          | Công tước Marlborough    |                                               |
| Cung điện Bourbon                  | Palais Bourbon                        | Paris                            | Pháp         | Chính phủ Pháp           |                                               |
| Cung điện Buckingham               | Buckingham Palace                     | Luân Đôn                         | Anh          | Hoàng gia Anh            |                                               |
| Cung điện Buda                     | Budavári Palota                       | Budapest                         | Hungary      | Chính phủ Hungary        |                                               |
| Cung điện Caserta                  | Reggia di Caserta                     | Caserta                          | Ý            |                          |                                               |
| Cung điện của Giáo hoàng           |                                       | Avignon                          | Pháp         |                          |                                               |
| Cung điện Drottningholm            |                                       | Drottningholm                    | Thụy Điển    |                          |                                               |
| Cung điện Finckenstein             |                                       | Kamieniec, tỉnh Warmian-Masurian | Ba Lan       |                          |                                               |
| Cung điện Hampton Court            |                                       | London                           | Anh          |                          |                                               |
| Cung điện Hoàng gia Amsterdam      |                                       | Amsterdam                        | Hà Lan       |                          |                                               |
| Cung điện Louvre                   | Palais du Louvre                      | Paris                            | Pháp         | Chính phủ Pháp           |                                               |
| Cung điện Luxembourg               | Palais du Luxembourg                  | Paris                            | Pháp         | Chính phủ Pháp           |                                               |
| Cung điện mới (Potsdam)            |                                       | Potsdam                          | Đức          |                          |                                               |
| Cung điện Mùa đông                 | Зи́мний дворе́ц                         | Sankt-Peterburg                  | Nga          | Chính phủ Nga            |                                               |
| Cung điện Mùa hè                   |                                       | Sankt-Peterburg                  | Nga          |                          |                                               |
| Cung điện München                  | Münchner Residenz                     | München                          | Đức          | Chính phủ Đức            |                                               |
| Cung điện Ông hoàng Monaco         |                                       | Monte Carlo                      | Monaco       |                          |                                               |
| Cung điện Tau                      | Palais du Tau                         | Reims                            | Pháp         | Giáo hội Công giáo Roma  |                                               |
| Cung điện Thủy tinh                | Crystal Palace                        | London                           | Anh          |                          | Đã bị hỏa hoạn phá hủy hoàn toàn năm 1936     |
| Cung điện Topkapı                  |                                       | Istanbul                         | Thổ Nhĩ Kỳ   |                          |                                               |
| Cung điện Trocadéro                |                                       | Paris                            | Pháp         |                          |                                               |
| Cung điện Tuileries                | Palais des Tuileries                  | Paris                            | Pháp         |                          | Đã bị hỏa hoạn phá hủy hoàn toàn năm 1871     |
| Cung điện Versailles               | Château de Versailles                 | Versailles                       | Pháp         | Chính phủ Pháp           |                                               |
| Cung điện Westminster              | Palace of Westminster                 | London                           | Anh          | Chính phủ Anh            |                                               |
| Cung điện Elysée                   | Palais de l'Élysée                    | Paris                            | Pháp         | Chính phủ Pháp           |                                               |
| Cung điện Kremli                   | Московский Кремль                     | Moskva                           | Nga          | Chính phủ Nga            |                                               |
| Lâu đài Alcazar                    |                                       | Castilla và León                 | Tây Ban Nha  |                          |                                               |
| Lâu đài Alhambra                   |                                       | Andalusia                        | Tây Ban Nha  |                          |                                               |
| Lâu đài Alnwick                    | Alnwick Castle                        | Northumberland                   | Anh          | Công tước Northumberland |                                               |
| Lâu đài Amboise                    | Château d'Amboise                     | Indre-et-Loire                   | Pháp         | Chính phủ Pháp           |                                               |
| Lâu đài Angers                     | Château d'Angers                      | Maine-et-Loire                   | Pháp         | Chính phủ Pháp           |                                               |
| Lâu đài Augustusburg và Falkenlust | Schlösser Augustusburg und Falkenlust | Brühl                            | Đức          | Chính phủ Đức            |                                               |
| Lâu đài Azay-le-Rideau             | Château d'Azay-le-Rideau              | Indre-et-Loire                   | Pháp         |                          |                                               |
| Lâu đài Beaumaris                  |                                       | Anglesey                         | Xứ Wales     |                          |                                               |
| Lâu đài Belœil                     |                                       | Hainaut                          | Bỉ           |                          |                                               |
| Lâu đài Berg (Bayern)              |                                       | Bayern                           | Đức          |                          |                                               |
| Lâu đài Blois                      |                                       | Loir-et-Cher                     | Pháp         |                          |                                               |
| Lâu đài Blutenburg                 |                                       | Munich                           | Đức          |                          |                                               |
| Lâu đài Bodiam                     |                                       | Đông Sussex                      | Anh          |                          |                                               |
| Lâu đài Boldt                      |                                       | New york                         | Hoa Kỳ       |                          |                                               |
| Lâu đài Bouchout                   |                                       | Flemish Meise                    | Bỉ           |                          |                                               |
| Lâu đài Bran                       |                                       | Bran                             | Rumani       |                          | Còn được biết đến với tên gọi Lâu đài Dracula |
| Lâu đài Bunratty                   |                                       | Clare                            | Ai len       |                          |                                               |
| Lâu đài Burghause                  |                                       | Thượng Bayern                    | Đức          |                          |                                               |
| Lâu đài Caernarfon                 |                                       | Gwynedd                          | Xứ Walse     |                          |                                               |
| Lâu đài Český Krumlov              |                                       | Český Krumlov                    | Cộng hòa Séc |                          |                                               |
| Lâu đài Chambord                   |                                       | Loir-et-Cher                     | Pháp         |                          |                                               |
| Lâu đài Charlottenburg             |                                       | Berlin                           | Đức          |                          |                                               |
| Lâu đài Châteaudun                 | Château de Châteaudun                 | Eure-et-Loir                     | Pháp         |                          |                                               |
| Lâu đài Chaumont                   | Château de Chaumont-sur-Loire         | Loir-et-Cher                     | Pháp         |                          |                                               |
| Lâu đài Chenonceau                 | Château de Chenonceau                 | Indre-et-Loire                   | Pháp         |                          |                                               |
| Lâu đài Chevermy                   | Château de Cheverny                   | Loir-et-Cher                     | Pháp         |                          |                                               |
| Lâu đài Chillon                    |                                       | Vaud                             | Thụy sĩ      |                          |                                               |
| Lâu đài Clinton                    |                                       | New York                         | Hoa Kỳ       |                          |                                               |
| Lâu đài Clisson                    | Château de Clisson                    | Loire-Atlantique                 | Pháp         |                          |                                               |
| Lâu đài Conwy                      | Castell Conwy                         | Conwy                            | Xứ Walse     |                          |                                               |
| Lâu đài Dachau                     | Schloss Dachau                        | Thượng Bayern                    | Đức          |                          |                                               |
| Lâu đài Durham                     |                                       | Durham                           | Anh          |                          |                                               |
| Lâu đài Duurstede                  |                                       | Utrecht                          | Hà Lan       |                          |                                               |
| Lâu đài Edinburgh                  | Edinburgh Castle                      | Edinburgh                        | Scotland     |                          |                                               |
| Lâu đài Federicksborg              | Frederiksborg Slot                    | Hillerød                         | Đan Mạch     |                          |                                               |
| Lâu đài Forchtenstein              |                                       | Bắc Burgenland                   | Áo           |                          |                                               |
| Lâu đài Fontainebleau              | Château de Fontainebleau              | Fontainebleau                    | Pháp         |                          |                                               |
| Lâu đài Forna                      | Castillo de Forna                     | Alicante                         | Tây Ban Nha  |                          |                                               |
| Lâu đài Fürstenried                |                                       | München                          | Đức          |                          |                                               |
| Lâu đài Glamis                     |                                       | Angus                            | Scotland     |                          |                                               |
| Lâu đài Grünwald                   |                                       | Grünwald, München                | Đức          |                          |                                               |
| Lâu đài Guimaraes                  |                                       | Guimarães                        | Bồ Đào Nha   |                          |                                               |
| Lâu đài Harlech                    |                                       | Gwynedd                          | Xứ Walse     |                          |                                               |
| Lâu đài Herrenchiemsee             |                                       | Bayern                           | Đức          |                          |                                               |
| Lâu đài Höchstädt                  |                                       | Bayern                           | Đức          |                          |                                               |
| Lâu đài Hohensalzburg              |                                       | Salzburg                         | Áo           |                          |                                               |
| Lâu đài Hohenschwangau             |                                       | Bayern                           | Đức          |                          |                                               |
| Lâu đài Hohenzollern               |                                       | Zollernalbkreis                  | Đức          |                          |                                               |
| Lâu đài Howard                     |                                       | Yorkshire                        | Anh          |                          |                                               |
| Lâu đài If                         | Château d'If                          | vịnh Marseille                   | Pháp         |                          |                                               |
| Lâu đài Karlstein                  |                                       | Bohemia                          | Cộng hòa Séc |                          |                                               |
| Lâu đài Königsberg                 |                                       | Kaliningrad                      | Nga          |                          |                                               |
| Lâu đài Körtlinghausen             |                                       | Sauerland                        | Đức          |                          |                                               |
| Lâu đài Krásný Buk                 |                                       | Krásná Lipa                      | Cộng hòa Séc |                          |                                               |
| Lâu đài Kronborg                   | Kronborg Slot                         | Helsingør                        | Đan Mạch     | Hoàng gia Đan Mạch       |                                               |
| Lâu đài La Bourdaisière            |                                       | Indre-et-Loire                   | Pháp         |                          |                                               |
| Lâu đài Langeais                   |                                       | Indre-et-Loire                   | Pháp         |                          |                                               |
| Lâu đài Leeds                      |                                       | Hạt Kent                         | Anh          |                          |                                               |
| Lâu đài Leutstetten                |                                       | Thượng Bayern                    | Đức          |                          |                                               |
| Lâu đài Lichtenstein               |                                       | Baden-Württemberg                | Đức          |                          |                                               |
| Lâu đài Linderhof                  |                                       | Thượng Bayern                    | Đức          |                          |                                               |
| Lâu đài Litomyšl                   |                                       | Litomyšl                         | Cộng hòa Séc |                          |                                               |
| Lâu đài Loarre                     |                                       | Aragon                           | Tây Ban Nha  |                          |                                               |
| Lâu đài Loches                     |                                       | Indre-et-Loire                   | Pháp         |                          |                                               |
| Lâu đài Ludwigsburg                | Residenzschloss Ludwigsburg           | Stuttgart                        | Đức          |                          |                                               |
| Lâu đài Maisons-Laffitte           | Château de Maisons-Laffitte           | Yvelines                         | Pháp         | Chính phủ Pháp           |                                               |
| Lâu đài Malbork                    | Zamek w Malborku                      | Malbork                          | Ba Lan       |                          |                                               |
| Lâu đài Menars                     | Château de Menars                     | Loir-et-Cher                     | Pháp         |                          |                                               |
| Lâu đài Miramare                   | Castello di Miramare                  | Trieste                          | Ý            |                          |                                               |
| Lâu đài Montreuil-Bellay           | Château de Montreuil-Bellay           | Maine-et-Loire                   | Pháp         |                          |                                               |
| Lâu đài Montsoreau                 | Château de Montsoreau                 | Maine-et-Loire                   | Pháp         |                          |                                               |
| Lâu đài Mystery                    | Mystery Castle                        | Arizona                          | Hoa Kỳ       |                          |                                               |
| Lâu đài Nesvizh                    | Нясьвіскі замак                       | Nyasvizh                         | Belarus      |                          |                                               |
| Lâu đài Nürnberg                   |                                       | Bayern                           | Đức          |                          |                                               |
| Lâu đài Neuschwanstein             |                                       | Schwangau                        | Đức          |                          |                                               |
| Lâu đài Nymphenburg                |                                       | Bayern                           | Đức          |                          |                                               |
| Lâu đài Odescalchi                 | Castello Orsini-Odescalchi            | Lazio                            | Ý            |                          |                                               |
| Lâu đài Pembroke                   | Castell Penfro                        | Pembroke                         | Xứ Wales     |                          |                                               |
| Lâu đài Plessis-Bourré             | Château du Plessis-Bourré             | Maine-et-Loire                   | Pháp         |                          |                                               |
| Lâu đài Praha                      | Pražský hrad                          | Praha                            | Cộng hòa Séc |                          |                                               |
| Lâu đài Riegersburg                |                                       | Steiermark                       | Áo           |                          |                                               |
| Lâu đài Rivau                      | Château du Rivau                      | Indre-et-Loire                   | Pháp         |                          |                                               |
| Lâu đài Rochester                  |                                       | Kent                             | Anh          |                          |                                               |
| Lâu đài Rosenborg                  |                                       | Conpenhagen                      | Đan Mạch     |                          |                                               |
| Lâu đài San Pedro de la Roca       |                                       | Santiago de Cuba                 | Cuba         |                          |                                               |
| Lâu đài São Jorge                  |                                       | Lisboa                           | Bồ Đào Nha   |                          |                                               |
| Lâu đài Saumur                     | Château de Saumur                     | Maine-et-Loire                   | Pháp         |                          |                                               |
| Lâu đài Schleißheim                |                                       | Bayern                           | Đức          |                          |                                               |
| Lâu đài Schönbrunn                 |                                       | Viên                             | Áo           |                          |                                               |
| Lâu đài Schwetzingen               |                                       | Baden-Württemberg                | Đức          |                          |                                               |
| Lâu đài Skabersjö                  |                                       | Scania                           | Thụy Điển    |                          |                                               |
| Lâu đài St. Emmeram                |                                       | Regensburg                       | Đức          |                          |                                               |
| Lâu đài Steinvikholm               |                                       | Nord-Trøndelag                   | Na Uy        |                          |                                               |
| Lâu đài Sully-sur-Loire            | Château de Sully-sur-Loire            | Centre-Val de Loire              | Pháp         |                          |                                               |
| Lâu đài Talcy                      | Château de Talcy                      | Loir-et-Cher                     | Pháp         |                          |                                               |
| Lâu đài Trakai                     |                                       | Trakai                           | Litva        |                          |                                               |
| Lâu đài Trausnitz                  |                                       | Bayern                           | Đức          |                          |                                               |
| Lâu đài Troussay                   | Château de Troussay                   | Loir-et-Cher                     | Pháp         |                          |                                               |
| Lâu đài Turégano                   |                                       | Segovia                          | Tây Ban Nha  |                          |                                               |
| Lâu đài Ussé                       |                                       | Indre-et-Loire                   | Pháp         |                          |                                               |
| Lâu đài Valençay                   | Château de Valençay                   | Indre                            | Pháp         |                          |                                               |
| Lâu đài Vaux-le-Vicomte            | Château de Vaux-le-Vicomte            | Seine-et-Marne                   | Pháp         |                          |                                               |
| Lâu đài Viderup                    |                                       | Scania                           | Thụy Điển    |                          |                                               |
| Lâu đài Villandry                  | Château de Villandry                  | Indre-et-Loire                   | Pháp         |                          |                                               |
| Lâu đài Wartburg                   |                                       | Thuringia                        | Đức          |                          |                                               |
| Lâu đài Warwich                    | Warwick Castle                        | Warwickshire                     | Anh          |                          |                                               |
| Lâu đài Windsor                    |                                       | Berkshire                        | Anh          |                          |                                               |
| Lâu đài Wittelsbach                | Burg Wittelsbach                      | Schwaben (Bayern)                | Đức          |                          |                                               |
| Lâu đài Zvíkov                     | Zvíkov                                | Nam Bohemia                      | Cộng hòa Séc |                          |                                               |

## Châu Á
| Lâu đài, Cung điện   | Tên gốc              | Vị trí     | Quốc gia  | Chủ sở hữu hiện tại  | Ghi chú |
| -------------------- | -------------------- | ---------- | --------- | -------------------- | ------- |
| Cung điện Chitralada | พระตำหนักจิตรลดารโหฐาน | Bangkok    | Thái Lan  | Hoàng gia Thái Lan   |         |
| Cung điện Golestan   | کاخ گلستان           | Tehran     | Iran      |                      |         |
| Cung điện Huế        | Hoàng thành Huế      | Huế        | Việt Nam  |                      |         |
| Cung điện Gyeongbok  | 경복궁               | Seoul      | Hàn Quốc  |                      |         |
| Vương cung Campuchia | ព្រះបរមរាជវាំង            | Phnôm Pênh | Campuchia | Hoàng gia Campuchia  |         |
| Cung điện Potala     | ཕོ་བྲང་པོ་ཏ་ལ་          | Lhasa      | Tây Tạng  | Chính phủ Trung Quốc |         |
| Cung điện Vimanmek   | พระที่นั่งวิมานเมฆ        | Bangkok    | Thái Lan  |                      |         |
| Lâu đài Azuchi       | 安土城               | Ōmi        | Nhật Bản  |                      |         |
| Lâu đài Fushimi      | 伏見城               | Kyoto      | Nhật Bản  |                      |         |
| Lâu đài Jurakudai    | 聚楽第               | Kyoto      | Nhật Bản  |                      |         |
| Lâu đài Gifu         | 岐阜城               | Gifu       | Nhật Bản  |                      |         |
| Lâu đài Himeji       | 姫路城               | Hyōgo      | Nhật Bản  |                      |         |
| Lâu đài Kagoshima    | 鹿児島城             | Kagoshima  | Nhật Bản  |                      |         |
| Lâu đài Kiyosu       | 清洲城               | Aichi      | Nhật Bản  |                      |         |
| Lâu đài Kumamoto     | 熊本城               | Kumamoto   | Nhật Bản  |                      |         |
| Lâu đài Matsumoto    | 松本城               | Nagano     | Nhật Bản  |                      |         |
| Lâu đài Matsuyama    | 松山城               | Ehime      | Nhật Bản  |                      |         |
| Lâu đài Osaka        | 大坂城               | Osaka      | Nhật Bản  |                      |         |
| Lâu đài Qasr Kharana | قصر الحرانة          | Amman      | Jordan    |                      |         |
| Lâu đài Sunomata     | 墨俣城               | Gifu       | Nhật Bản  |                      |         |

## Châu Phi
| Lâu đài, Cung điện | Tên gốc | Vị trí | Quốc gia | Chủ sở hữu hiện tại | Ghi chú |
| ------------------ | ------- | ------ | -------- | ------------------- | ------- |
|                    |         |        |          |                     |         |

## Châu Mỹ
| Lâu đài, Cung điện | Tên gốc | Vị trí | Quốc gia | Chủ sở hữu hiện tại | Ghi chú |
| ------------------ | ------- | ------ | -------- | ------------------- | ------- |
|                    |         |        |          |                     |         |